# 247-й гвардейский десантно-штурмовой полк
247-й гвардейский десантно-штурмовой Кавказский казачий полк (сокр. 247 дшп, в/ч 54801) — тактическое формирование (воинская часть) в составе Воздушно-десантных войск Российской Федерации.
Полк находится в составе 7-й гвардейской десантно-штурмовой дивизии и дислоцируется в г. Ставрополь.

## История
247-й гвардейский десантно-штурмовой Кавказский казачий полк был сформирован на базе 21-й отдельной десантно-штурмовой бригады Закавказского военного округа, дислоцировавшейся в городе Кутаиси Грузинской ССР, которая позднее была передислоцирована в Ставрополь и с 1 января 1998 года вошла в состав 7-й гвардейской десантно-штурмовой дивизии как 247-й десантно-штурмовой полк.
21-я воздушно-штурмовая бригада (в/ч 31751) сформирована на основании директивы Генерального штаба от 5 ноября 1972 года в Кутаиси с использованием личного состава 337-го гвардейского воздушно-десантного полка. Состояла новосозданная бригада из трёх десантно-штурмовых батальонов, артдивизиона, авиагруппы (в 1977 переформированной в 395-й боевой и 325-й транспортно-боевой вертолётные полки). В период 1974—1977 бригада была опытной для отработки нового типа формирования. Позитивный опыт послужил примером для начала создания подобных десантно-штурмовых бригад в составе Сухопутных войск СССР в других военных округах Советской армии. К 1977 году в составе бригады находились:
- управление;
- 802-й отдельный десантно-штурмовой батальон;
- 803-й отдельный десантно-штурмовой батальон;
- 804-й отдельный десантно-штурмовой батальон;
- отдельный батальон обслуживания;
- 292-й вертолётный полк;
- 325-й вертолётный полк;
- 303-й отдельный батальон аэродромно-технического обслуживания;
- 358-й отдельный батальон аэродромно-технического обслуживания;
- 801-я отдельная рота связи и радиотехнического обеспечения;
- 802-я отдельная рота связи и радиотехнического обеспечения.

26 ноября 1989 года 21-я отдельная десантно-штурмовая бригада за успехи в боевой и политической подготовке была награждена Переходящим Красным Знаменем военного Совета КЗакВО.
К 1 августа 1990 года 21-я бригада переформирована в воздушно-десантную и передана в состав Воздушно-десантных войск СССР.
В 1990 году 21-я отдельная воздушно-десантная бригада за высокие результаты в боевой учёбе и образцовое выполнение боевых задач была удостоена высокой чести и награждена Вымпелом Министра Обороны СССР «За мужество и воинскую доблесть».
К 1992 году 21-я бригада выведена на территорию Российской Федерации в г. Ставрополь.
В 1994 году бригаде присвоено наименование «Ставропольская казачья». Позднее, 23 сентября 1998 года название изменено на «Кавказский казачий», в бытность существования формирования уже как полка.
Зимой 1994—95 гг. 21-я бригада участвовала в штурме Грозного, от соединения был выставлен батальон. Батальон 21-й бригады наступал совместно с 693-м мсп и сводным пдп 76-й гв. вдд. Десантники вели бои 31 декабря в районе Нефтеперерабатывающего завода им. В. И. Ленина.
247-й полк участвовал в Дагестанской войне (бои за селение Тандо и гору «Ослиное Ухо» 12 августа 1999 года) и Второй чеченской в 1999—2004 годах. Полк прошёл с боями населённые пункты Чечни: Шелковская, Гребенская, Воскресеновское, Комсомольское, Гудермес, Джалка, Аргун, Шали, Балансу, Беной, Белгатой, Центарой, Ножай-Юрт, Новогрозненский.
С 9 по 27 августа 2008 года 247-й полк участвовал в Пятидневной войне. С 12 августа полк следовал по Грузии до н. п. Хаиши с целью отрезать Кодорское ущелье от остальной Грузии. Колонна полка шла по серпантинным дорогам и прошла 6 тоннелей в горах без поддержки авиации. Деморализованный противник разбежался. Полк на авиабазе в Сенаки захватил трофей — ЗРК «Бук». В дальнейшем батальонная тактическая группа полка с 26 августа по 22 октября 2008 действовала в составе Миротворческих сил РФ на территории непризнанной республики Абхазия.
1 июня 2013 года Указом Президента Российской Федерации — Верховным Главнокомандующим Вооружёнными силами Владимиром Путиным — 247-му десантно-штурмовому Кавказскому казачьему полку присвоено звание «гвардейский», который впредь стал именоваться как «247-й гвардейский десантно-штурмовой Кавказский казачий полк». 12 июня в городе Ставрополе состоялся торжественный ритуал вручения Георгиевского знамени 247-му гвардейскому десантно-штурмовому полку 7-й гвардейской десантно-штурмовой дивизии (горной). Знаменную Георгиевскую ленту и навершие к древку знамени прикрепит лично командующий Воздушно-десантными войсками генерал-полковник Владимир Шаманов.
В 2014 году полк участвовал в войне на Донбассе. По данным британского аналитического центра RUSI, на основе полка была сформирована батальонно-тактическая группа, участвовавшая в боевых действиях с 11 августа 2014 года.

### Вторжение России на Украину
В 2022 году полк принимает участие во вторжении на Украину. Перед вторжением в декабре 2021 года полк перебросили в Крым. Полк вошел в южную группировку войск РФ с планом наступать через Херсон на Николаев и Одессу. В ходе вторжения подразделения полка пытались захватить аэродром под Николаевом, но понесли потери. 5 марта 2022 погиб командир полка гвардии подполковник Константин Зизевский. По словам сослуживцев командира одного из батальонов Дмитрия Лисицкого, 247 полк под командованием генерала Марзоева попал в окружение под Николаевом и был разгромлен. Лисицкому удалось вывести свой батальон из окружения и спасти часть личного состава. При этой попытке штурма Николаева, в первую неделю войны погибли не менее 60 человек.
На начало сентября 2022 года, полк потерял по меньшей мере 63 человека, включая командира полка и не менее 12 офицеров.
В августе 2023 года командир полка Пётр Попов публично обвинялся в отсутствии эвакуации погибших. Вероятно, после этого публичного скандала Пётр Попов был заменён на Василия Попова.
В начале осени 2023 года, согласно аудиозаписи предположительно служащего полка, в ходе украинского контрнаступления части 247 полка оборонялись в районе Старомайорского. Согласно аудио, полк потерял 49 человек убитыми в один день сражения.
В сентябре 2023 был убит командир полка Василий Попов.
В сентябре 2023 года полк действовал на ореховском направлении.

## Состав
- управление,
- 1-й десантно-штурмовой батальон,
- 2-й десантно-штурмовой батальон,
- 1-й парашютно-десантных батальон,
- самоходно-артиллерийский дивизион,
- противотанковая батарея,
- зенитная батарея,
- разведывательная рота,
- инженерно-сапёрная рота,
- рота связи,
- рота десантного обеспечения,
- рота материального обеспечения,
- ремонтная рота,
- медицинская рота,
- взвод РХБЗ,
- взвод управления начальника артиллерии,
- комендантский взвод.

1760 человек лс, на вооружении: 108 ед. БМД-2, 42 ед. БТР-Д, 1 ед. БМД-1Р, 7 ед. КШМ (6 ед. БМД-1КШ, 1 ед. Р-149БМРД), 6 ед. БТР-РД «Робот» (с ПТРК 9К113 «Конкурс»), 9 ед. БТР-ЗД «Скрежет» (с ЗУ-23-2 и ПЗРК), 8 ед. 1В119 «Реостат», 18 ед. 2С9 «Нона-С».

## Отличившиеся воины

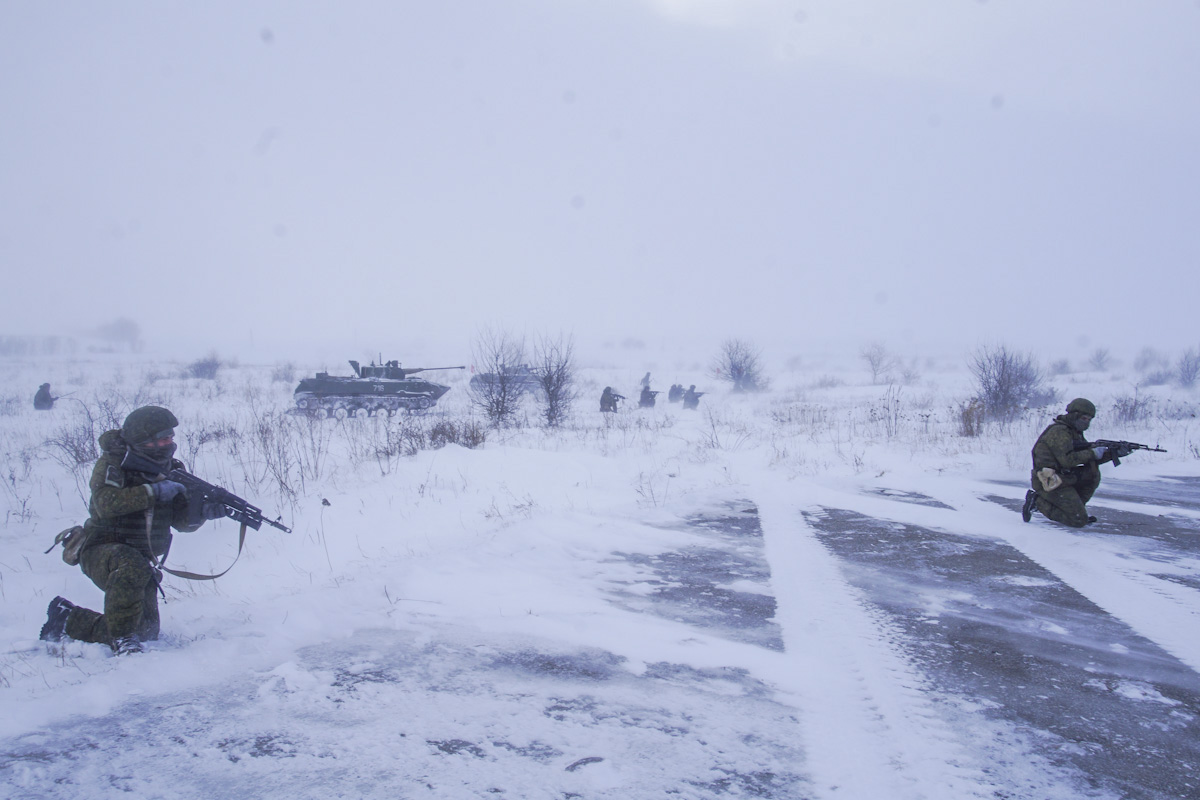
Тактическое учение 247-го гв. дшп 17 января 2018 года.

За 45 лет более 2,5 тысяч военнослужащих формирования были награждены орденами и медалями. В том числе звания Герой Российской Федерации удостоены:
- старший лейтенант Ворожанин, Олег Викторович (посмертно);
- лейтенант Думчиков, Александр Павлович;
- капитан Хоменко, Игорь Владимирович (посмертно);
- рядовой Ланцев, Михаил Васильевич;
- капитан Лисицкий, Дмитрий Михайлович;
- капитан Миненков Михаил Анатольевич;
- полковник Нужный, Василий Дмитриевич (посмертно);
- капитан Пегишев, Александр Игоревич;
- старший сержант Чумак, Юрий Алексеевич (посмертно);
- полковник Эм, Юрий Павлович[14];
- старший лейтенант Гаджимагомедов, Нурмагомед Энгельсович (посмертно);
- старший лейтенант Зорин, Денис Игоревич (посмертно);
- полковник Сукуев, Виталий Владимирович (посмертно);
- лейтенант Скакуновский, Денис Олегович.

## Командиры
247-й гвардейский десантно-штурмовой полк носит в ВДВ неофициальное название «кузница комдивов». Двое из числа офицеров, проходивших службу на должности командира полка в разные годы, являются сегодня командирами воздушно-десантных (десантно-штурмовых) соединений: гвардии генерал-майор Алексей Рагозин командует 98-й гвардейской воздушно-десантной дивизией (г. Иваново), а гвардии полковник Алексей Наумец — 76-й гвардейской десантно-штурмовой дивизией (г. Псков).
- 02.1973—11.1973 — полковник Пугачёв, Виктор Фёдорович;
- 11.1973—08.1975 — подполковник Герцен, Леонид Владимирович;
- 08.1975—07.1979 — полковник Мусиенко, Виктор Андреевич;
- 07.1979—04.1983 — полковник Плетнёв, Николай Васильевич;
- 04.1983—09.1983 — полковник Бондарь, Альберт Георгиевич;
- 09.1983—09.1986 — полковник Колесников, Иван Васильевич;
- 09.1986—04.1989 — полковник Забабурин, Виталий Алексеевич;
- 04.1989—01.1995 — полковник Марьин, Валентин Васильевич;
- 01.1995—10.2001 — полковник Эм, Юрий Павлович;
- 10.2001—07.2003 — полковник Медведев, Александр Евгеньевич;
- 07.2003—05.2007 — полковник Рагозин, Алексей Николаевич;
- 05.2007—08.2009 — полковник Наумец, Алексей Васильевич;
- 08.2009—03.2011 — полковник Овчаров, Дмитрий Сергеевич;
- 03.2011—01.2013 — полковник Валитов, Александр Хусаинович;
- 01.2013—201? — гвардии полковник Максимов, Сергей Викторович.
- 2019—10.2020 — гвардии полковник Махмутов, Алик Мажитович
- 10.2020 — 03.2022 — гвардии полковник Зизевский, Константин Владимирович.[31]
- 08.2022 — 09.2022 — гвардии полковник Попов Василий Викторович.[32]